# Maximilian Ahlschwede
Maximilian Ahlschwede (* 10. Februar 1990 in Bad Oldesloe) ist ein deutscher Fußballspieler der aktuell bei TuS Dassendorf unter Vertrag steht.

## Karriere
Ahlschwede begann seine Karriere beim NTSV Strand 08 und wechselte dann zum VfB Lübeck. Im Jahre 2006 wechselte er zum VfL Wolfsburg. In der Saison 2007/08 wurde Ahlschwede mit Wolfsburg Deutscher Vizemeister der A-Junioren. Im Endspiel unterlagen die Wolfsburg dem SC Freiburg mit 0:2. Ahlschwede wurde in der 84. Minute eingewechselt.
Im Jahre 2009 rückte Maximilian Ahlschwede in die zweite Herrenmannschaft der Wolfsburger auf. Er absolvierte 49 Regionalligaspiele und erzielte dabei ein Tor. In den Spielzeiten 2009/10 und 2010/11 wurde Ahlschwede mit seiner Mannschaft jeweils Vizemeister der Regionalliga Nord.
Im Sommer 2011 wechselte Maximilian Ahlschwede gemeinsam mit seinem Mannschaftskameraden Fabian Klos zum Drittligisten Arminia Bielefeld. Sein Debüt in der 3. Liga feierte am ersten Spieltag bei der Partie gegen VfB Stuttgart II. Nachdem Ahlschwede nur dreimal zum Einsatz gekommen war, wechselte er im Januar 2012 zum Ligakonkurrenten Kickers Offenbach. Hier stand er die ersten drei Spiele nach der Winterpause 90 Minuten auf dem Platz. Dann zog er sich einen Mittelfußbruch zu und musste bis zum Saisonende pausieren. In der folgenden Saison 2012/13 absolvierte Ahlschwede 34 der 38 Drittligapartien und stand davon 29-mal in der Startelf. Er erreichte mit Offenbach den achten Tabellenplatz.
Zur Saison 2013/14 wechselte Ahlschwede zum Ligakonkurrenten SV Wehen Wiesbaden und erhielt hier einen Zweijahresvertrag. In seiner ersten Saison lief er 24-mal für Wiesbaden auf und belegte am Saisonende mit der Mannschaft den vierten Tabellenplatz. In der Hinrunde der nächsten Saison 2014/15 kam er nur noch zu zwei Einsätzen.
In der Winterpause Saison 2014/15 wechselte Ahlschwede ab 10. Januar 2015 zum Ligakonkurrenten Hansa Rostock. Für seinen neuen Verein absolvierte er gleich am 31. Januar 2015 sein erstes Ligaspiel über die volle Distanz, und das ausgerechnet gegen seinen nun ehemaligen Arbeitgeber SV Wehen Wiesbaden. Sein erstes Tor für Hansa Rostock erzielte Ahlschwede am 21. November 2015 beim Auswärtsspiel gegen den FC Rot-Weiß Erfurt in der 5. Spielminute. Der sich zum Leistungsträger entwickelte Rechtsverteidiger verlängerte im Mai 2016 seinen Vertrag bei Hansa. 2017 verlängerte er seinen Kontrakt in Rostock nicht mehr. Bis dato absolvierte er 90 Pflichtspiele an Bord der Kogge und erzielte hierbei drei Tore für Hansa.
Ahlschwede wechselte 2017 innert der Liga zum Zweitliga-Absteiger Würzburger Kickers und unterschrieb einen Zweijahresvertrag bei den "Rothosen". Auch in Würzburg wurde er schnell Stammspieler. Im DFB-Pokal 2017/18 schied er mit den Kickers zwar in der 1. Hauptrunde gegen den Bundesligisten Werder Bremen aus (0:3), erreichte mit Würzburg aber am Ende der Saison den fünften Tabellenplatz im Teilnehmerfeld von 20 spielberechtigten Mannschaften. Während der Saison wurde er 32 Mal eingesetzt und konnte seine Fähigkeiten und Qualitäten unter Beweis stellen. Aufgrund gesundheitlicher Umstände absolvierte Ahlschwede in der Hinrunde der Saison 2018/19 nur noch drei Spiele und verließ den Verein in der Winterpause. Er kehrte zurück zu Hansa Rostock.
Zurück in der Hansestadt setzte Maximilian Ahlschwede seine Unterschrift unter ein Arbeitspapier mit Gültigkeit bis 2020 plus Option auf Verlängerung um ein weiteres Jahr. Bei den Rostockern brachte es Ahlschwede in der Rückrunde 2018/19 auf 17 Einsätze und schloss die Saison auf Platz 6 ab. Zudem gewann er den Mecklenburg-Vorpommern-Pokal und traf im Finale gegen den Torgelower FC Greif zum zwischenzeitliche 4:0 für Hansa. In Saison 2019/20 bestritt er 32 von 38 möglichen Drittligaspiele (vier Tore) und platzierte sich mit den Ostseestädtern erneut auf Rang 6. In der 1. Hauptrunde des DFB-Pokals lief er gegen den Zweitligisten VfB Stuttgart auf und schied knapp mit (0:1) aus. Weiterhin erhielt er drei Einsätze im Landespokal der laufenden Saison. Dieser Wettbewerb wurde aufgrund der COVID-19-Pandemie in Deutschland jedoch ausgesetzt und nicht mehr wie ursprünglich terminiert zu Ende ausgespielt. Noch im Mai 2020 einigte sich der Leistungsträger Ahlschwede mit den Verantwortlichen des Vereins auf eine vorzeitige Vertragsverlängerung bis 30. Juni 2021. Einen Monat später jedoch, noch vor dem Beginn des Trainings für die neue Saison, löste er überraschend seinen Vertrag auf und beendete seine Karriere als Profisportler. Als Grund gab er an, in das Unternehmen seiner Eltern einsteigen zu wollen. Für Hansa bestritt Ahlschwede während seiner Engagements von 2015 bis 2017 und von 2019 bis 2020 insgesamt 145 Pflichtspiele (neun Tore), davon 132 (sieben Tore) in der 3. Fußball-Liga, drei im DFB-Pokal und 10 Pflichtspiele (zwei Tore) im Landespokal.
Zwischen dem 23. November 2011 und dem 4. Juli 2020 brachte es der Defensivspieler Maximilian Ahlschwede auf zusammen 233 Drittliga-Partien, in denen er sieben Treffer erzielte.
Ahlschwede schloss sich im August 2020 dem Fünftligisten TuS Dassendorf an und spielte in der Saison 2020/21 gemeinsam mit den Ex-Profis Mattia Maggio und Martin Harnik in der fünftklassigen Oberliga Hamburg. Diese konnte aufgrund der COVID-19-Pandemie jedoch ab November 2020 nicht mehr fortgeführt werden, weshalb er nur 6 Spiele bestritt.

## Nach der Profikarriere
Nach dem Ende seiner Profikarriere stieg Ahlschwede im Sommer 2020 in den elterlichen Betrieb ein. Zur Saison 2021/22 wurde er nebenberuflicher Kaderplaner des VfB Lübeck, der zuvor in die Regionalliga Nord abgestiegen war.

## Erfolge
- Landespokalsieger Mecklenburg-Vorpommern (4): 2015, 2016, 2017, 2019 (mit dem F.C. Hansa Rostock)